# Fontarnauïta
La fontarnauïta és un mineral de la classe dels borats. Va ser descoberta l'any 2009 a la regió d'Anatòlia (Turquia), en un dels jaciments del Miocè més importants del món en borats minerals. Rep el seu nom del doctor Ramon Fontarnau i Griera (1944-2007), biolèg català de la Universitat de Barcelona, en reconeixement de la seva labor en les Unitats de Microscopia Electrònica de Rastreig, Microsonda Electrònica i Difracció de RX.

## Característiques
La fontarnauïta és una sal doble (borat-sulfat) de sodi i estronci, amb continguts menors de potassi i calci, i es tracta del vuitè mineral borat sulfat identificat. Cristal·litza en el sistema monoclínic, formant cristalls aïllats o agrupacions de cristalls, amb seccions prismàtiques de menys de 5 mm de llarg. Més sovint mostra seccions pseudohexagonals de menys d'1 mm de diàmetre. La seva exfoliació és perfecta en l'eix paral·lel a {010}, i la seva lluentor és nacrada. El terme fontarnauïta va ser aprovat en el mes de setembre de 2014 per l'Associació Mineralògica Internacional.
Segons la classificació de Nickel-Strunz, la fontarnauïta pertany a «06.DA: Neso-tetraborats» juntament amb els següents minerals: bòrax, tincalconita, hungchaoïta, fedorovskita, roweïta, hidroclorborita, uralborita, borcarita i numanoïta.

## Formació i jaciments
Unícament se n'ha trobat fontarnauïta en mostres de sondeig perforats a la població de Doğanlar, al sud-oest de la ciutat d'Emet, a la província de Kütahya, Turquia. Se n'ha trobat associat a altres minerals com colemanita, ulexita, hidroboracita, aristarainita, kaliborita, tunel·lita, anhidrita, celestina, guix, kalistrontita, thenardita, arsenopirita, orpiment i realgar.